# 威洛布魯克／羅莎·帕克斯站
威洛布魯克／羅莎·帕克斯站（英語：Willowbrook/Rosa Parks station）是洛杉矶轨道交通的一个轻轨车站，并且是洛杉矶轻轨A线和洛杉矶轻轨C线的十字换乘站，A线位于地面，而C线和A线十字相交位于A线上方高速公路中间。

## 公交换乘
- Metro Local: 55, 120, 202, 205, 355, 612
- Gardena Transit: 5
- LADOT DASH: Watts
- Los Angeles County Department of Public Works: Hahn's Trolley and Shuttle Service (3 routes)